# Louis Billot
Louis Billot SJ (ur. 12 stycznia 1846 w Sierck-les-Bains, zm. 18 grudnia 1931 w Rzymie) – francuski duchowny rzymskokatolicki, jezuita, kardynał w latach 1911–1927.
Jako jedyny w XX wieku dobrowolnie zrzekł się godności kardynalskiej.

## Życiorys
Studiował w seminariach duchownych w Metz, Bordeaux i Blois. Święcenia kapłańskie przyjął 22 maja 1869 w Blois. 25 listopada 1869 wstąpił do Towarzystwa Jezusowego w Angers. Ostatnie śluby zakonne złożył 2 lutego 1883 w Laval. W latach 1879–1882 był wykładowcą na Katolickim Uniwersytecie w Angers. Wykładał teologię dogmatyczną na Papieskim Uniwersytecie Gregoriańskim w Rzymie w latach 1885–1910. 

### Nominacja kardynalska i zrzeczenie się godności
Na konsystorzu 27 listopada 1911 papież Pius X wyniósł go do godności kardynalskiej z tytułem kardynała diakona S. Maria in Via Lata (tytuł nadany 30 listopada 1911).
Uczestnik konklawe z 1914, które wybrało papieża Benedykta XV, a także uczestnik konklawe z 1922, które wybrało papieża Piusa XI. 6 lutego 1923 został członkiem Papieskiej Komisji Biblijnej.
Na skutek różnic politycznych z papieżem 13 września 1927 złożył dymisję kardynalską, którą Pius XI przyjął 21 września 1927. Na konsystorzu 19 grudnia 1927 papież publicznie ogłosił swoją decyzję.

### Śmierć
Zmarł 18 grudnia 1931 w Rzymie. Pochowano go na rzymskim cmentarzu w Campo Verano.